# Coana
Le coane sono cavità nasali posteriori che mettono in comunicazione narici e bocca  (più esattamente mettono in comunicazione le narici e la parte alta della faringe, detta rinofaringe). Il nome deriva dal gr. χοάνη "imbuto".

## Disposizione e rapporti
Il setto nasale porta alle coane che sono delimitate dal palato molle (in basso) e dal torus tubarius che porta alla bocca.
Ciascuna delle due coane ha una forma pressoché rettangolare e presenta 4 margini:
- margine superiore, costituito dallo sfenoide;
- margine laterale, creato dal contributo della lamina mediale del processo pterigoideo dello sfenoide e dal suo margine posteriore libero;
- margine inferiore, formato dal margine posteriore libero della lamina orizzontale del palatino;
- margine mediale, dato dal margine posteriore libero del vomere che contribuisce alla formazione del setto nasale.